# Рим I

Держави, що застосовують Римські інструменти:
I Римський регламент, Римська конвенція
Римська конвенція

I Ри́мський регла́мент (№ 593/2008) — нормативно-правовий акт Європейського Союзу, який регулює вибір права в Європейському Союзі. Він базується на Конвенції про право, застосовне до договірних зобов'язань 1980 року, і замінює її. I Римський регламент можна відрізнити від Брюссельського режиму, який визначає, який суд може розглядати певний спір, на відміну від того, яке право він має застосовувати. Регламент поширюється на всі країни ЄС, крім Данії.
Данія має право на неучасть щодо імплементації нормативних актів у сфері свободи, безпеки та правосуддя. Уряд Данії планував приєднатися до регламенту, якщо на референдумі 3 грудня 2015 року буде схвалено перетворення вибору на згоду, але цю пропозицію було відхилено.   Хоча Сполучене Королівство спочатку відмовилося від регулювання, згодом воно вирішило погодитися. 

## Передумови
Регламент встановлює, яке право використовувати для тлумачення договорів з міжнародним елементом (тобто договорів, узгоджених сторонами в різних державах). Згідно зі статтями 28 та 29, регламент набув чинности 17 грудня 2009 року та застосовується до договорів, укладених після цієї дати (починаючи з 18 грудня 2009 року).

## Огляд
Загальний принцип Риму I полягав не лише у гармонізації вибору норм права в договорі, але, за умови дотримання певних гарантій, у максимальному збільшенні свободи сторін у виборі права, яке регулює їхні договірні відносини.

### Винятки
Стаття 1 містить перелік виключень зі сфери застосування Регламенту. До них належать:
1. питання статусу або дієздатности фізичних осіб;
2. зобов'язання, пов'язані з сімейними відносинами (включаючи зобов'язання щодо утримання або режими власности подружжя);
3. кредитні засоби обігу та платежу[en], такі як переказні векселі, чеки та прості векселі;
4. арбітражні угоди (які регулюються Нью-Йоркською конвенцією) та угоди про вибір суду[en] (які регулюються Брюссельським режимом);
5. питання корпоративного права, включаючи корпоративну дієздатність, ліквідацію та відповідальність директорів і посадових осіб;
6. питання принципала та агента;
7. довірче право;
8. переддоговірні зобов'язання (які регулюються Регламентом Рим II); і
9. договори страхування життя.

### Свобода вибору
Стаття 3 підтверджує свободу сторін вибирати регуляторне право для своїх контрактів:
|  | Договір регулюється правом, обраним сторонами. |

Вибір права сторін може бути виражений у контракті або випливати з угоди, яка «чітко продемонстрована умовами контракту або обставинами справи». Вибір закону, що мається на увазі, має бути реальним, а не приписним вибором права, який можна об’єктивно встановити. Недостатньо того, що сторони обрали б певний закон, якби вибір був зроблений.
Він також передбачає, що сторони можуть домовитися про зміну регулюючого права або про те, щоб різні правові системи регулювали різні частини контракту або угоди.

### Відсутність вибору
Стаття 4 стосується контрактів, у яких сторони не зробили прямого чи неявного вибору регуляторного права. У ньому загалом передбачено, що:
1. договір купівлі-продажу товарів регулюється правом постійного місця проживання продавця;
2. договір про надання послуг регулюється правом постійного місця проживання надавача послуг;
3. договір, що стосується землі або оренди, регулюється законодавством держави, де знаходиться земля;
4. договір франчайзингу регулюється законодавством держави, де франчайзі має своє звичайне місце проживання;
5. дистриб'юторський контракт регулюється законодавством держави, де дистриб'ютор має своє звичайне місце проживання;
6. договір про продаж товарів на аукціоні регулюється законодавством держави, де проводиться аукціон;
7. договір, укладений в рамках біржової або багатосторонньої системи відповідно до недискреційних правил і регулюється одним законом, регулюється цим законом.

### Трудові договори
Стаття 8(2), яка замінює статтю 6(1) Конвенції 1980 року, говорить:
|  | Якщо право, що застосовується до індивідуального трудового договору, не було обрано сторонами, договір регулюється правом країни, в якій або, за відсутності такої можливості, з якої працівник зазвичай виконує свою роботу на виконання договору. Країна, в якій зазвичай виконується робота, не вважається такою, що змінилася, якщо працівник тимчасово працевлаштований в іншій державі. |

Суттєва зміна полягає в тому, що застосовується законодавство держави, «з якої працівник зазвичай виконує» свою роботу. Він призначений для таких працівників, як пілоти авіакомпаній, які можуть не працювати «в» якійсь конкретній країні, а працюють «з» країни.
Для тимчасового працівника, відрядженого в іншу країну з його рідної країни, стаття 8(2) передбачає застосування законодавства рідної країни. Таким чином, здається, що, наприклад, роботодавець грецького працівника, відрядженого в Німеччину, може покладатися на менший захист грецького законодавства. У статті 7(2) Конвенції 1980 року зазначено, що «Ніщо в цій Конвенції не обмежує застосування норм права суду в ситуації, коли вони є обов'язковими, незалежно від права, яке в іншому випадку застосовується до договору». Трудове право є обов'язковим. Однак стаття 7(2) не була збережена в Регламенті «Рим I». Стаття 9, що її замінила, визначає обов'язкові положення як
|  | положення, дотримання яких країна вважає вирішальним для захисту своїх публічних інтересів, таких як політична, соціальна або економічна організація, настільки, що вони застосовуються до будь-якої ситуації, що підпадає під їхню сферу дії, незалежно від права, яке в іншому випадку застосовується до договору відповідно до цього Регламенту. |

Зрозуміло, що трудове право застосовується в будь-якій ситуації до контракту, який підпадає під його сферу дії, хоча деякі скептично наполягають на тому, що трудове право не може бути «вирішальним» у цьому сенсі, дотримуючись старішої прецедентної практики Суду Справедливости.

### Обов'язкові положення
У статті 9 зазначено, що:
|  | 1. Переважними імперативними положеннями є положення, дотримання яких визнано країною як таке, що має принципове значення для охорони її публічних інтересів, таких як її політичний, соціальний чи економічний устрій, настільки, що вони підлягають застосуванню до будь-якої ситуації, що підпадає під їх дію, незалежно від того, яке право в іншому випадку підлягало б застосуванню до договору згідно з цим Регламентом. 2. Ніщо у цьому Регламенті не обмежує застосування переважаючих імперативних положень права суду. |

### Сфера дії застосовного права
Стаття 12 передбачає, що застосовне право регулює:
1. Тлумачення;
2. Продуктивність;
3. Наслідки повного або часткового порушення зобов'язань, включаючи оцінку збитків;
4. Різні способи погашення зобов'язань, давність і позовна давність;
5. Наслідки недійсності договору.

Однак стосовно способу виконання та кроків, яких необхідно вжити у випадку неналежного виконання, необхідно враховувати законодавство країни, у якій відбувається виконання.

### Цесія та передоручення
Відносини між цедентом і цесіонарієм за переуступкою або договірними правами (включаючи забезпечення) проти іншого боржника за первісним договором регулюються застосовним правом договору поступки.
Проте застосовне право початкової угоди (згідно з яким права передаються) визначатиме, чи можна передавати ці права та які відносини між правонаступником і боржником.
Одним із закидів Риму I є те, що він не вирішує проблеми, спричинені послідовними присвоєннями (через безпеку чи абсолютно) та визначенням пріоритетів між наступними правонаступниками. Були заплановані подальші консультації щодо цих питань, і ці консультації запропонували альтернативні можливості, але не дали остаточного рішення.
Подібні правила застосовуються до передачі договірних прав шляхом суброгації. Виникнення права суброгації в силу закону залежить від застосовного права між сторонами, між якими діє суброгація, а не від договору, щодо якого права суброгації.

### Компенсація
Стаття 17 передбачає, що «за відсутності угоди між сторонами про можливість надання компенсації, компенсація регулюється правом, яке підлягає застосуванню до зобов'язання, щодо якого пред'являється вимога про її надання».

### Тягар доведення
Незважаючи на те, що процедурні питання значною мірою виключені з Риму I, у статті 18 зазначено, що якщо застосовне право висуває презумпції (наприклад, презумпцію просування) або визначає тягар доведення, тоді ці правила застосовуються до договірних зобов’язань.

### Зворотнє посилання
Стаття 20 виключає застосування доктрини зворотнього посилання по відношенню до договорів.

### Державна політика
Стаття 21 передбачає:
|  | У застосуванні зазначеного цим Регламентом положення права будь-якої країни може бути відмовлено лише в тому випадку, якщо таке застосування є явно не сумісним із громадським порядком суду. |

## Сполучене Королівство
Сполучене Королівство спочатку відмовилося від регулювання, але згодом вирішило погодитися.  Станом на пусто 2022 , після Brexit, регламент зберігає право ЄС у Великій Британії з незначними поправками. 
Сполучене Королівство спочатку відмовилося від регламенту, але згодом вирішило приєднатися. Станом на вересень 2022 року, після Brexit, регламент зберігає чинність у Сполученому Королівстві з незначними поправками.